# Bruinkoptsjagra
De bruinkoptsjagra (Tchagra australis) is een zangvogel uit de familie Malaconotidae (bosklauwieren).

## Verspreiding en leefgebied
Deze soort komt wijdverspreid voor in Afrika ten zuiden van de Sahara en telt negen ondersoorten:
- T. a. ussheri: van Sierra Leone tot zuidelijk Nigeria.
- T. a. emini: van zuidoostelijk Nigeria tot centraal Kenia en noordwestelijk Tanzania.
- T. a. minor: van zuidoostelijk Kenia tot centraal Mozambique.
- T. a. ansorgei: westelijk Angola.
- T. a. bocagei: zuidoostelijk Angola.
- T. a. souzae: centraal Angola, zuidelijk Congo-Kinshasa en noordelijk Zambia.
- T. a. rhodesiensis: zuidoostelijk Angola, zuidwestelijk Zambia, noordoostelijk Namibië en noordwestelijk Botswana.
- T. a. australis: zuidoostelijk Zimbabwe, noordoostelijk Zuid-Afrika, zuidelijk Mozambique en Swaziland.
- T. a. damarensis: van zuidwestelijk Angola en Namibië tot zuidwestelijk Zimbabwe en noordelijk Zuid-Afrika.

## Status
De grootte van de populatie is niet gekwantificeerd maar de soort wordt omschreven als plaatselijk algemeen. Op de Rode lijst van de IUCN heeft deze soort de status niet bedreigd.